# Роман Мацек
Роман Мацек (чеськ. Roman Macek, нар. 18 квітня 1997, Злін) — чеський футболіст, півзахисник клубу «Лугано».

## Клубна кар'єра
Народився 18 квітня 1997 року в місті Злін. Розпочав займатись футболом у клубі «Фастав» з рідного міста, а 2013 року опинився в академії італійського «Ювентуса», з якою 2016 року виграв Турнір Віареджо.
З січня 2017 року став виступати на правах оренди за клуб Серії Б «Барі», в якому дебютував на дорослому рівні і до кінця сезону взяв участь у 16 матчах чемпіонату, після чого наступний сезон 2017/18 провів у цьому ж дивізіоні на правах оренди за «Кремонезе».
31 серпня 2018 року перейшов на правах оренди в швейцарське «Лугано», яке 27 січня 2019 року викупило контракт гравця. Станом на 31 серпня 2018 року відіграв за команду з Лугано 3 матчі в національному чемпіонаті.

## Виступи за збірні
2012 року дебютував у складі юнацької збірної Чехії (U-16), загалом на юнацькому рівні взяв участь у 28 іграх, відзначившись 5 забитими голами.
З 2017 року залучався до складу молодіжної збірної Чехії. На молодіжному рівні зіграв у 3 офіційних матчах.

## Статистика виступів

### Статистика клубних виступів
| Сезон             | Команда           | Чемпіонат         | Чемпіонат | Чемпіонат | Національний кубок | Національний кубок | Національний кубок | Континентальні кубки | Континентальні кубки | Континентальні кубки | Інші змагання | Інші змагання | Інші змагання | Усього | Усього | Усього |
| Сезон             | Команда           | Ліга              | Ігор      | Голів     | Ліга               | Ігор               | Голів              | Ліга                 | Ігор                 | Голів                | Ліга          | Ігор          | Голів         | Ігор   | Голів  |        |
| ----------------- | ----------------- | ----------------- | --------- | --------- | ------------------ | ------------------ | ------------------ | -------------------- | -------------------- | -------------------- | ------------- | ------------- | ------------- | ------ | ------ | ------ |
| 2016–17           | «Барі»            | B                 | 16        | 0         | КІ                 | 0                  | 0                  | -                    | -                    | -                    | -             | -             | -             | 16     | 0      |        |
| 2017–18           | «Кремонезе»       | B                 | 8         | 1         | КІ                 | 0                  | 0                  | -                    | -                    | -                    | -             | -             | -             | 8      | 1      |        |
| 2018–19           | «Лугано»          | СЛ                | 3         | 0         | КШ                 | 1                  | 0                  | -                    | -                    | -                    | -             | --            |               | 4      | 0      |        |
| Усього за кар'єру | Усього за кар'єру | Усього за кар'єру | 27        | 1         |                    | 0                  | 0                  |                      | -                    | -                    |               | -             | -             | 28     | 1      |        |